# Liga Nacional de Fútbol de Fiyi 2015
La Liga Nacional de Fútbol de Fiyi 2015 fue la edición número 39 de la Liga Nacional de Fútbol de Fiyi. La temporada comenzó el 23 de enero y culminó el 3 de julio. Nadi FC fue el campeón sumando así su título número 9

## Formato
Los ocho equipos participantes jugarán entre sí todos contra todos dos veces totalizando 14 partidos cada uno;al término las 14 fechas los primeros clasificados obtendrán un cupo para la Liga de Campeones de la OFC 2016,mientras que el último clasificado descenderá a la Segunda División de Fiyi 2016.

## Equipos participantes
| Pos.   | Equipo               | Ciudad   | Estadio             | Capacidad |
| ------ | -------------------- | -------- | ------------------- | --------- |
| 1      | Suva FC              | Suva     | National Stadium    | 10000     |
| 2      | Ba FC                | Ba       | Govind Park         | 13500     |
| 3      | Nadi FC              | Nadi     | Prince Charles Park | 18000     |
| 4      | Labasa FC            | Labasa   | Subrail Park        | 10000     |
| 5      | Rewa FC              | Nausori  | Ratu Cakobau Park   | 12000     |
| 6      | Nadroga FC           | Sigatoka | Lawaqa Park         | 12000     |
| 7      | Lautoka FC           | Lautoka  | Churchill Park      | 18000     |
| 1 (SD) | Tailevu Naitasiri FC | Nausori  | Ratu Cakobau Park   | 12000     |

### Ascensos y descensos
| Pos. | Ascendido de la Segunda División 2014 |
| ---- | ------------------------------------- |
| 1    | Tailevu Naitasiri FC                  |

| Pos. | Descendido de la Liga Nacional 2014. |
| ---- | ------------------------------------ |
| 8    | Navua FC                             |

## Tabla de posiciones
Actualizado el 19 de abril de 2018.
| Pos. | Equipo               | PJ | PG | PE | PP | GF | GC | DG  | Pts. | Clasificado a                    |
| ---- | -------------------- | -- | -- | -- | -- | -- | -- | --- | ---- | -------------------------------- |
| 1    | Nadi FC (C)          | 14 | 11 | 2  | 1  | 30 | 11 | +19 | 35   | Campeón y Liga de Campeones 2016 |
| 2    | Suva FC              | 14 | 7  | 4  | 3  | 23 | 12 | +11 | 25   | Liga de Campeones 2016           |
| 3    | Rewa FC              | 14 | 7  | 2  | 5  | 22 | 18 | +4  | 23   |                                  |
| 4    | Lautoka FC           | 14 | 7  | 1  | 6  | 24 | 18 | +6  | 22   |                                  |
| 5    | Ba FC                | 14 | 6  | 3  | 5  | 35 | 17 | +17 | 21   |                                  |
| 6    | Labasa FC            | 14 | 5  | 4  | 5  | 14 | 17 | -3  | 19   |                                  |
| 7    | Nadroga FC           | 14 | 4  | 1  | 9  | 13 | 29 | -19 | 13   |                                  |
| 8    | Tailevu Naitasiri FC | 14 | 0  | 1  | 13 | 7  | 46 | -39 | 1    | Segunda División de Fiyi 2016    |